# Linhof
Linhof est le nom d'une marque commerciale allemande d'appareils photographiques fondée en 1887 par Valentin Linhof (1854-1929). Elle produit notamment des chambres photographiques.

## Chambres pliantes

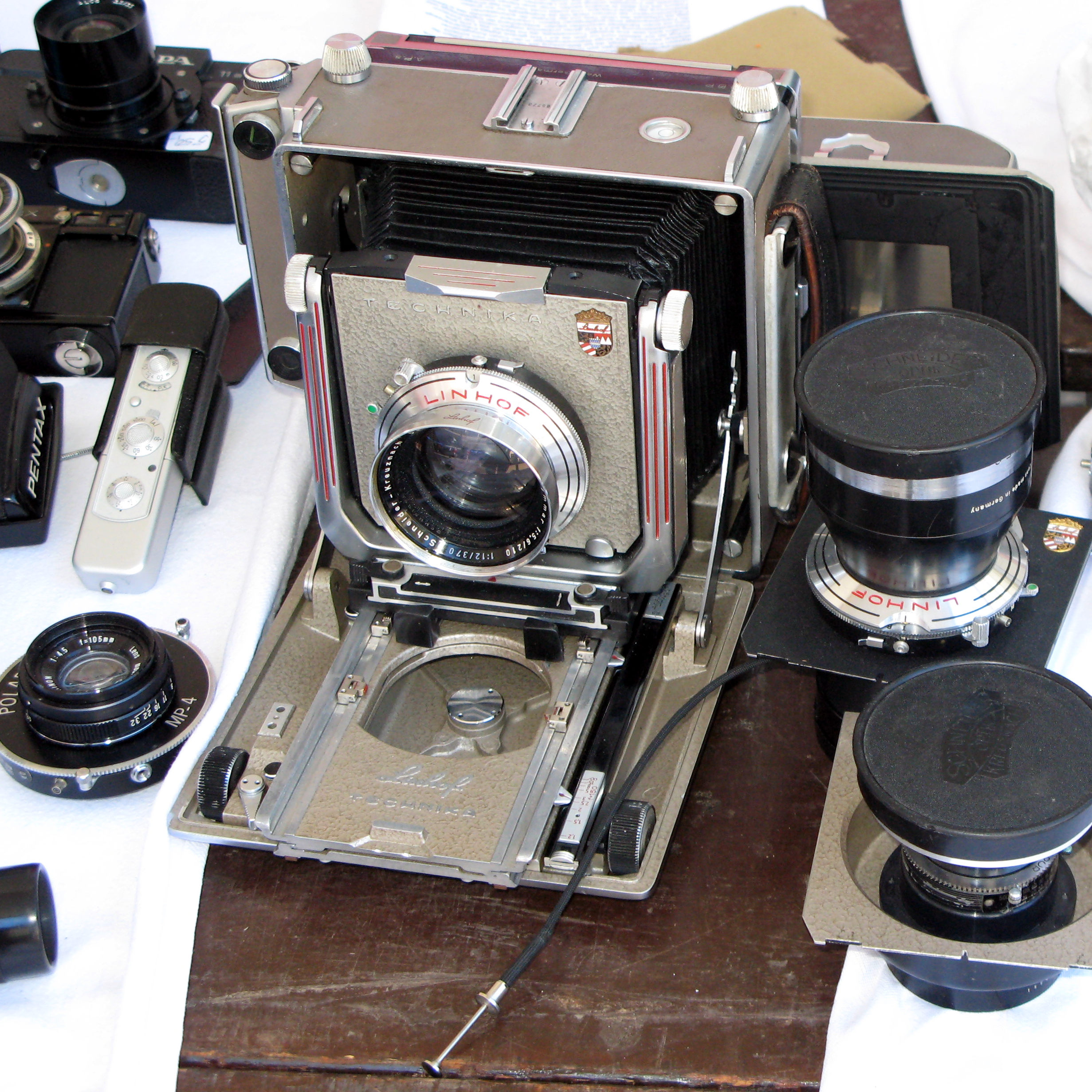
Lihnof Technika

### 6x9 cm
- Linhof Ur-Technika (1934)
- Linhof Technika
- Linhof Technika III, avec ou sans visée télémétrique
- Linhof Technika IV
- Linhof Super Technika IV
- Linhof Technika 70
- Linhof Studienkamera 70
- Linhof Super Technika V

### 4x5"
- Linhof 34 (1934–1936)
- Linhof Technika II (1937–1943)
- Linhof Technika Medizin (1937–1943)
- Linhof Standard Press
- Linhof Technika III, avec ou sans visée télémétrique
- Linhof Technika IV
- Linhof Super Technika IV
- Linhof Technika V
- Linhof Super Technika V
- Linhof Master Technika
- Linhof Master Technika 2000

### 13x18
- Linhof Technika
- Linhof Technika III, avec ou sans visée télémétrique
- Linhof Super Technika V

## Chambres monorail

### 6x9cm
- Linhof Technikardan s23 (2x3 inches)
- Linhof M679 6x9
- Linhof M679cc 6x9
- Linhof M679cs 6x9

### 4x5"
- Linhof Color 4x5
- Linhof Kardan 4x5
- Linhof Kardan Colour 4x5
- Linhof Technikardan s45 4x5

## Appareils photo panoramiques

### 6x12
- Technorama 612PC
- Technorama 612PC II
- Technorama 612PC III

### 6x17
- Technorama
- Technorama 617S
- Technorama 617s III